# Cyril de La Patellière
 (août 2025).
 (août 2025).
Cyril de La Patellière (nom d'artiste de Cyril Durant de La Pastellière), né le 6 octobre 1950 à Saint-Nazaire (Loire-Atlantique), est un sculpteur et illustrateur français.

## Biographie

### Famille
Cyril de La Patellière, né à Saint-Nazaire le 6 octobre 1950, est un membre de la famille Durant de La Pastellière, une ancienne famille de la bourgeoisie du Poitou (un de ses ancêtres fut le premier maire de Bressuire en 1704).

### Formation
Cette section ne s'appuie pas, ou pas assez, sur des sources secondaires ou tertiaires indépendantes du sujet. Le texte peut contenir des analyses inexactes ou inédites de sources primaires.
Pour l'améliorer, ajoutez-en, ou placez des modèles {{Source secondaire souhaitée}} ou {{Source secondaire nécessaire}} sur les passages mal sourcés. (janvier 2024)
Il étudie à l'École nationale des Arts décoratifs de Nice de 1967 à 1972[source secondaire souhaitée]. Il participe en 1969 à la restauration des peintures sur panneaux de bois du XIIIe siècle du plafond du cloître de la cathédrale Saint-Léonce de Fréjus dirigée par l'architecte des bâtiments de France, Pierre Aujard[source secondaire souhaitée].
En juin 1970, il expose une série de lithographies à la Fondation Maeght de Saint-Paul-de-Vence dans le cadre de l'exposition « Une école, une fondation », dont il dessine l'affiche[source secondaire souhaitée].

### Graphiste
Cette section ne s'appuie pas, ou pas assez, sur des sources secondaires ou tertiaires indépendantes du sujet. Le texte peut contenir des analyses inexactes ou inédites de sources primaires.
Pour l'améliorer, ajoutez-en, ou placez des modèles {{Source secondaire souhaitée}} ou {{Source secondaire nécessaire}} sur les passages mal sourcés. (janvier 2024)
Il ouvre un cabinet de graphisme et commence sa carrière dans la publicité en créant des logotypes ainsi que des affiches[source secondaire souhaitée]. En 1982, il apprend la gravure au burin dans l'atelier du maître-graveur Albert Decaris à Paris[réf. incomplète].

### Sculpteur
Il se consacre à la sculpture à partir de 1982. Il reçoit en 1983 sa première commande de la mairie de Nice Hommage à la Méditerranée, installée dans le jardin de sculptures du palais Acropolis de Nice[réf. incomplète].
Une exposition rétrospective de son travail a lieu du 22 mai au 4 juin 1986 au centre de congrès Nice-Acropolis[réf. incomplète].
En 1988, la mairie de Grasse lui commande une statue en bronze de l'Amiral de Grasse. La même année, il crée le buste de Jean Cocteau, inauguré en juillet 1989 à Villefranche-sur-Mer lors du centième anniversaire de la naissance du poète[source secondaire souhaitée].
En 1990, sa statue en bronze  Maryse au miroir ou le temps inaltérable est installée dans les jardins Saint-Martin à Monaco[source secondaire souhaitée].
En 1996, la principauté de Monaco lui commande une statue de Sainte Dévote.
En 2000, la ville de Charenton-le-Pont, lui commande une statue de Louis Pasteur. La ville de Nice lui commande un autre exemplaire pour l'école primaire Pasteur[réf. incomplète].
En 2005 le prince Albert II lui commande une réduction de la statue de Sainte Dévote pour l'offrir à Benoît XVI à l'occasion de la visite protocolaire d'investiture du prince[source insuffisante].
En 2006, la mairie de Gap, lui commande la Liseuse, statue de bronze
En 2010, la mairie de Nice, lui commande la réalisation d'une Marianne pour la salle des mariages de la ville[réf. incomplète]
En 2019, un de ses bronzes Nikaïa est installé  à Nice sur la Promenade du Paillon[réf. incomplète].
Le 12 septembre 2023 est inauguré à Roquebrune-Cap-Martin le buste en bronze de Romain Gary, commandé par la mairie de la ville[réf. incomplète].

### Peintre
Cette section ne s'appuie pas, ou pas assez, sur des sources secondaires ou tertiaires indépendantes du sujet. Le texte peut contenir des analyses inexactes ou inédites de sources primaires.
Pour l'améliorer, ajoutez-en, ou placez des modèles {{Source secondaire souhaitée}} ou {{Source secondaire nécessaire}} sur les passages mal sourcés. (août 2025)
En 1994, l'architecte Guy Lambelin fait appel à Cyril de La Patellière pour la décoration intérieure de l'église Saint-Marc à Nice. Il y réalise une grande huile sur toile (2,10 × 1,30 m) Ecce Homo (classée par le Ministère de la Culture), deux tapisseries de cinq mètres et certaines pièces de mobilier (dont les fonts baptismaux)[source secondaire souhaitée]. Suivent alors d'autres œuvres à caractère religieux pour l'église Notre-Dame de la Mer à Cagnes-sur-Mer, la chapelle de la Visitation Sainte-Claire dans le Vieux-Nice ou l'église Sainte-Dévote en principauté de Monaco[source secondaire souhaitée].
En juillet 2017, la princesse Charlène de Monaco lui commande un portrait de Sainte Dévote, destiné au navire océanographique le Yersin (navire océanographique) dont elle est la marraine[source secondaire souhaitée].
En juillet et août 2022  une exposition rétrospective de ses portraits, L'art du portrait, exercice de style est organisée à Bressuire[réf. incomplète].

### Dessinateur de timbres
Cette section ne s'appuie pas, ou pas assez, sur des sources secondaires ou tertiaires indépendantes du sujet. Le texte peut contenir des analyses inexactes ou inédites de sources primaires.
Pour l'améliorer, ajoutez-en, ou placez des modèles {{Source secondaire souhaitée}} ou {{Source secondaire nécessaire}} sur les passages mal sourcés. (août 2025)
Il est l'auteur de timbres-poste pour la France, la Polynésie française, les Terres Australes françaises et la principauté de Monaco. Il est membre de la Fondation Taylor et Art du timbre gravé (ATG).
L'Office des émissions de timbres-poste de la Principauté de Monaco (OETP) lui demande de dessiner son premier timbre-poste en 2002 à partir de sa sculpture sainte Dévote. En 2009, est émis son premier timbre français sur l'imprimeur Étienne Dolet.
En 2016, une exposition rétrospective de ses créations de timbres est organisée par la ville de Bressuire[réf. incomplète].

### Articles
Cyril de La Patellière est l'auteur de différents articles dans L'Écho de la timbrologie, Relais, le semestriel de la société des amis du Musée de la Poste, Timbres magazine, Del & Sculp. etc.

## Œuvres
- Nice ou la terre lumineuse (plaquette de photographies), préface de Gilles-Eric Séralini, éd. G. Vitaloni, 1987,  (ISBN 978-2-904853-01-2) ;
- La Danse (peinture), CHU hôpital Pasteur, Nice ;
- Coq (graphisme sur toile), hôtel Negresco, Nice ;
- Coq (graphisme sur tissu), Cogolin ;
- Portrait de Ben Gourion, Post-office de Tel Aviv, Israël ;
- Portrait d'Alain-Fournier, Maison-école du Grand Meaulnes, Épineuil-le-Fleuriel ;
- Portrait de Georges Brassens, Espace Georges-Brassens , Sète ;
- Portrait d'Antoine de Saint-Exupéry, mairie de Saint-Maurice-de-Rémens ;
- Portrait de César Baldaccini (sanguine), La Colombe d'Or, Saint-Paul de Vence ;
- Portraits d'Alexander Calder, Alberto Giacometti et Max Ernst Fondation Maeght, Saint-Paul-de-Vence ;
- Fangio, Automobile Club de Monaco ;
- Jean Giono (pastel sur toile),  Centre Jean-Giono, Manosque ;
- Paul Valéry (acrylique sur toile), Centre universitaire méditerranéen, Nice ;
- Paul Valéry, musée Paul-Valéry , Sète ;
- Portrait de Jacques Anquetil, (acrylique sur toile), musée national du Sport, Nice ;
- Portrait d'Auguste Escoffier, musée de l'Art culinaire Escoffier, Villeneuve-Loubet ;
- Portrait de Gabrielle Chanel, collection Patrimoine Chanel ;
- Portrait de Frédéric Mistral, musée Frédéric-Mistral, Maillane ;
- Portrait de Jean Piat dans le rôle de Cyrano de Bergerac, collection de la Comédie Française[15][réf. incomplète] ;
- Portrait de Jean-Louis Barrault, collection de la Comédie Française[15][réf. incomplète].

### Sculptures
- Hommage à la Méditerranée, bronze, palais des congrès Acropolis, Nice (1983) ;
- Henri IV, buste en bronze, musée du château de Pau (1984)[16] ;
- Asahi ou le Soleil levant, bronze, Tokyo (1985) ;
- Jean Cocteau, bronze, port de Villefranche-sur-Mer (1989)[17] et " musée du Bastion Jean-Cocteau " Menton ;
- La Femme au Miroir, statue en bronze installée en 1990 dans les jardins Saint-Martin à Monaco ;
- sainte Dévote, statue en bronze installée devant l'église Sainte-Dévote, à Monaco en janvier 1998 ;
- Sainte Dévote (reproduction réduite de la précédente) Rome (Vatican), (2005) ;
- Louis Pasteur, statue à Nice (1999) ;
- Louis Pasteur, statue dans l'école de Charenton-le-Pont commandée par la mairie  (2000) ;
- Louis Pasteur,  buste à l'Institut Pasteur, Paris (2001) ;
- La Liseuse, bronze, ville de Gap (2006) ;
- Je suis belle ô mortels..., bronze, musée de Bressuire ;
- Christophe Plantin, terre cuite, musée de l'Imprimerie et de la Communication graphique, Lyon ;
- Amiral de Grasse[18], villes de Grasse et Le Bar-sur-Loup. Bustes à Washington et au musée national de la Marine à Paris[19] ;
- Marianne, mairie de Nice et Sénat (2010) ;
- Tristan Corbière, Morlaix, bibliothèque des " Amours jaunes " (2011)[20][réf. incomplète] ;
- Chat, bronze et marbre de Carrare, Nice, hôtel Negresco ;
- Le cheval de Léonard de Vinci, bronze, Amboise, château du Clos Lucé ;
- "La Forêt des livres, les 20 ans", fer et granit (2015) Chanceaux-près-Loches ;
- "Nikaïa", bronze, promenade du Paillon, Nice, inauguré par Christian Estrosi (2019) ;
- Princesse Grace de Monaco  marbre (Palais de Monaco) ;
- César (collection Michel Pastor) ;
- Paul Ricard bronze (collection Ricard) ;
- Jean-Baptiste Carpeaux terre cuite (ancienne collection Jacques Ginepro) ;
- Léonard de Vinci terre cuite (musée du Clos-Lucé) ;
- Salvador Dalí terre cuite (hôtel Negresco, Nice) ;
- Bruno Deydier de Pierrefeu, bronze (musée de la marine, Grasse) ;
- Jacques Brel (villes de Bruxelles et de Roquebrune-Cap-Martin).

### Dessins / Peintures
- Jeanne Augier et Paul Augier (collection de l'hôtel Negresco, Nice)
- André Verdet (au musée de Cordes-sur-Ciel) et à Cagnes-sur-Mer (musée du Château Grimaldi) ;
- Jean Cocteau huile sur toile (Menton, musée Jean-Cocteau) ;
- Marie-Laure de Noailles acrylique sur toile (Villa Noailles) ;
- Eileen Gray acrylique sur toile (villa E-1027) ;
- Alain-Fournier sanguine sur vélin (Maison-école du Grand Meaulnes, Épineuil-le-Fleuriel) ;
- George Sand (Domaine de George Sand à Nohant-Vic et Maison de George Sand à Gargilesse-Dampierre) ;
- Honoré de Balzac (ancienne collection Gonzague Saint-Bris) ;
- Rudolf Noureev (Centre national du costume de scène, Moulins);
- Portrait de Jean-Paul Belmondo, huile sur toile (collection Paul Belmondo) ;
- Raimu (musée Raimu, Marignane) ;
- Etude à l'huile (musée de Bressuire) ;
- André Malraux pastel sur toile (ville de Bressuire) ;
- Raymond Moretti craie noire sur vélin (collection personnelle Marie-France Moretti) ;
- Jacques Anquetil pastel sur toile (ancienne collection Louis Nucera, musée national du Sport, Nice) ;

### Médailles
- Princesse Grace, (Gala international de Gymnastique, Monte-Carlo) ;
- Louis Yvert ;
- Jean-Honoré Fragonard (Parfumerie Fragonard) ;
- Albert II (prince de Monaco) ;
- Jean Monnet  (Maison de Jean Monnet) ;
- Frédéric Mistral  (Musée Frédéric-Mistral à Maillane) ;
- François Joseph Paul de Grasse  (Musée de la marine de Grasse) ;
- Sainte Devote ;
- Ville de Draguignan.

## Galerie

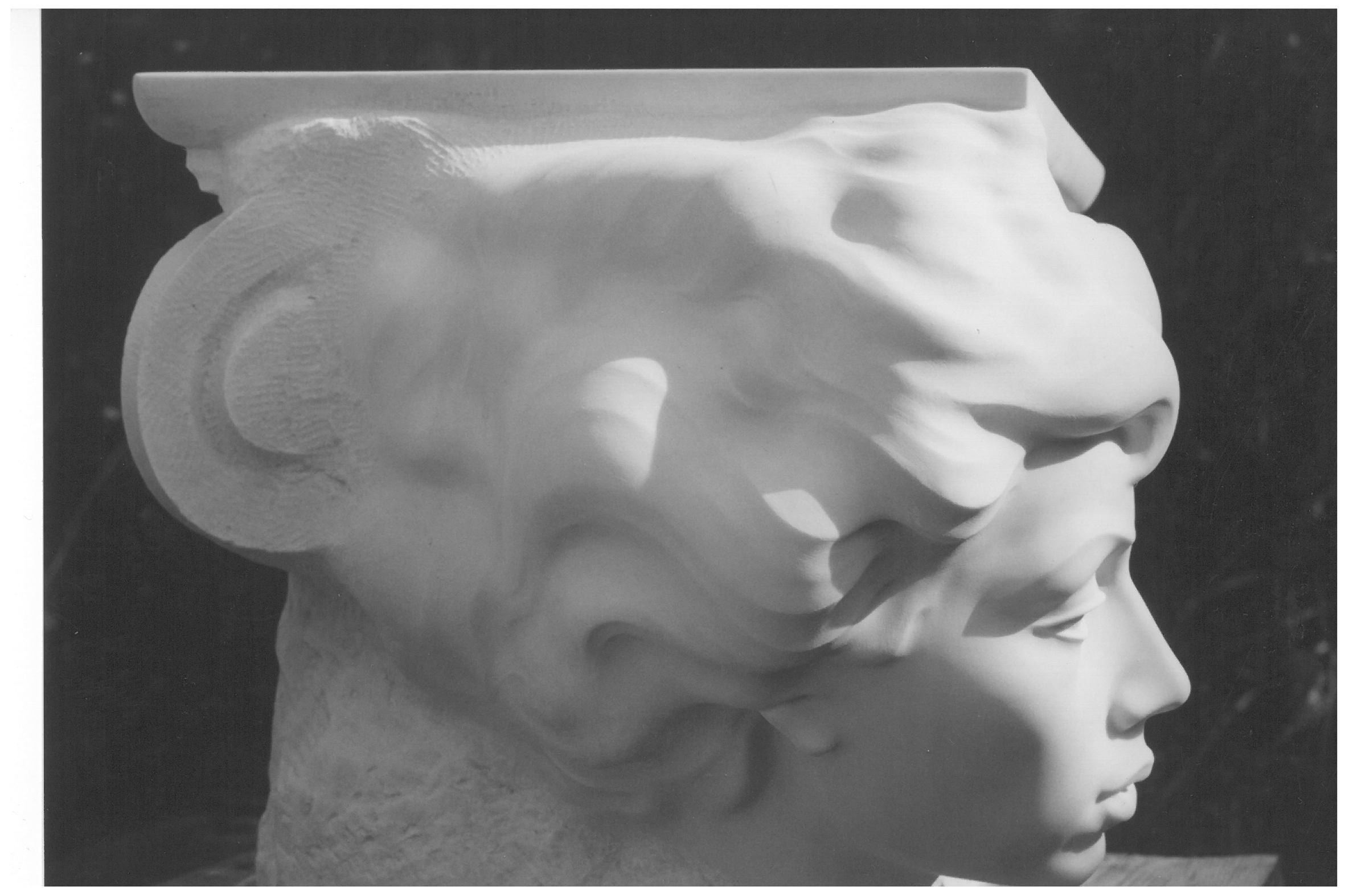
Marbre : Chapiteau, hauteur : 45 cm.